# José Daniel Bernal García
José Daniel Bernal García (Bogotà, Cundinamarca, 15 de març de 1973) és un ciclista colombià. Del seu palmarès destaquen els bons resultats aconseguits al Tour de Guadeloupe.

## Palmarès
- 1992
  - 1r a la Volta a El Salvador
- 1995
  - 1r al Tour de Guadeloupe
- 1997
  - Vencedor d'una etapa de la Volta a Colòmbia
- 1999
  - 1r al Tour de Guadeloupe
- 2000
  - 1r al Tour de Guadeloupe
- 2002
  - Vencedor d'una etapa de la Volta a Guatemala
- 2003
  - 1r al Tour de Guadeloupe i vencedor d'una etapa
- 2005
  - Vencedor d'una etapa del Tour de Guadeloupe
- 2009
  - Vencedor d'una etapa del Tour de Guadeloupe